# Will Self
Will Self, all'anagrafe William Woodard Self (/ˈwʊdɑːrd/, ; Londra, 26 settembre 1961), è uno scrittore, giornalista e personaggio televisivo britannico.
Ha studiato presso la University College School, il Christ's College Finchley, e l'Exeter College di Oxford. È sposato con la giornalista Deborah Orr.
L'opera di Self si segnala per una prosa densa e immaginifica, caratterizzata dall'amalgama caleidoscopico di suggestioni quanto di tecniche narrative vere e proprie diversissime tra loro, giungendo a spaziare dalla narrazione realistica quasi al limite del giornalistico, a una d'impostazione pressoché surrealistica, allucinante e alquanto grottesca, onde elabora spesso, non trascurando una certa propensione per il pastiche postmoderno, non pochi spunti d'analisi e critica della società e cultura contemporanee.

## Biografia
Will Self è apparso frequentemente sulla televisione britannica, ad esempio come concorrente in Have I Got News for You e come parte del cast fisso in Shooting Stars e Grumpy Old Men. È apparso in Room 101. Si discusse molto di lui nel 1997, quando, inviato del giornale britannico The Observer per la campagna elettorale di John Major, fu successivamente licenziato dallo stesso per aver assunto dell'eroina sul jet del Primo Ministro.
La sua rubrica Psychogeography compare nell'edizione del sabato di The Independent. Ha scritto anche per il New Statesman e per Prospect.

## Stile letterario
Così come Salman Rushdie, Will Self impregna la sua scrittura di riferimenti e allusioni alla cultura moderna (sia di massa sia "alta"), e come Rushdie è egli stesso probabilmente l'unica persona in grado di individuarli tutti. Le influenze menzionate più di frequente sono J.G. Ballard, Philip K. Dick, William S. Burroughs, Hubert Selby e Hunter S. Thompson, spesso per ragioni non puramente letterarie. Egli ha sovente citato come influenze formative per la propria narrativa anche autori come Jonathan Swift, Alasdair Gray, Franz Kafka, Lewis Carroll, Joseph Heller e Louis-Ferdinand Céline. Viene spesso ascritto quale preponderante influenza letteraria, al pari di altri scrittori britannici della sua stessa generazione, anche lo scrittore Martin Amis; Self, in un'occasione, avrebbe infatti dovuto intervistarlo nel contesto di una più vasta retrospettiva dedicata all'autore, ma la loro finì per essere più che altro una vivace discussione sulle loro rispettive opere. È comunque noto che i due si rispettino molto a livello artistico.
Esempio delle influenze e dell'immaginazione che confluiscono nelle opere di Will Self è Dorian, un romanzo che rielabora il tema principale del Ritratto di Wilde calandolo in un contesto sociale diverso, ma che lo stesso narratore del romanzo definisce assai simile a quello originale. In Dorian l'omoerotismo latente del Ritratto di Dorian Gray diventa dichiarato, la cultura omosessuale degli anni ottanta, l'epoca della cosiddetta "peste gay", la Londra underground si mescolano a uno stile immaginifico e ai classici motivi dello storico romanzo wildiano.

## Opere
In Italia sono state pubblicate alcune opere di Will Self: Grandi scimmie, Cordiali saluti da un mondo insano, Misto maschio, Dorian e London. Appunti da una metropoli.

### Narrativa

#### Romanzi
- Misto maschio (Cock and Bull, 1992) — raccoglie due racconti che narrano rispettivamente di una donna e un uomo che sviluppano organi genitali del sesso opposto.
- My Idea of Fun (1993) — racconta il viaggio turbante e a volte violento di un ragazzo solitario che viene dalla periferia di Brighton insieme a Samuel Northcliffe.
- Grandi scimmie (romanzo) (Great Apes, 1997) — un uomo si sveglia in un mondo dove le scimmie sono la specie autocosciente e occupano il ruolo che hanno oggi gli uomini; questi ultimi invece sono considerati proprio come scimmie.
- How the Dead Live (2000) — un'anziana signora muore e viene trasferita in un sobborgo di Londra dove si stanno stabilendo i morti.
- Dorian (2002) — rielaborazione moderna di Il ritratto di Dorian Gray di Oscar Wilde. Nel 1981 il pittore gay Basil Hallward crea una installazione video ispirata al bellissimo Dorian Gray. Quando questi conosce il cinico Lord Henry Wotton comincia però a subirne l'influenza, lasciandosi andare gradualmente alla più totale dissolutezza. Nell'epoca in cui l'AIDS terrorizza il mondo e viene spesso considerata una sorta di castigo per i gay, Dorian Gray ne diventa untore immortale, dal momento che tutti i suoi peccati lasciano i loro segni non sul giovane stesso, ma sulla installazione creata da Basil.
- The Book of Dave (2006) — ambientato nel 2003, sullo sfondo di alcune proteste dei Fathers 4 Justice. È la storia di un tassista che vive un esaurimento nervoso a causa di relazioni fallimentari, dell'allontanamento dal figlio e di un'ossessione, The Knowledge (corso per tassisti pubblicato in una serie di libri che bisogna completare per poter guidare dei black cabs, taxi neri). Scrive un libro per sfogarsi e lo seppellisce; 500 anni dopo viene scoperto e diventa il libro sacro di una religione che ha preso piede dove sorgeva Londra.
- Una sfortunata mattina di mezza estate (The Butt, 2008)
- Walking to Hollywood (2010)
- Umbrella (2012)

#### Racconti
- Cordiali saluti da un mondo insano (The Quantity Theory of Insanity, 1991)
- Grey Area (1994)
- The Sweet Smell of Psychosis (1996) - novella illustrata
- Tough, Tough Toys for Tough, Tough Boys (1998)
- Dr Mukti e altre sventure (Dr. Mukti and Other Tales of Woe, 2004)
- Liver: A Fictional Organ with a Surface Anatomy of Four Lobes (2008)

### Saggistica
Self ha anche pubblicato varie raccolte dei suoi interventi su giornali e riviste, in cui accosta interviste a personaggi di controcultura, recensioni di ristoranti e critica letteraria.
- Junk Mail (1996)
- Sore Sites (2000)
- Feeding Frenzy (2001)

## Premi
- 1998: Aga Khan Prize for Fiction del The Paris Review per Tough Tough Toys for Tough Tough Boys
- 1991: Geoffrey Faber Memorial Prize per The Quantity Theory of Insanity (Cordiali saluti da un mondo insano))[3]